# 데릭 앤 더 도미노스
데릭 앤 더 도미노스(Derek and the Dominos)는 1970년 봄에 결성된 영국의 블루스 록 밴드이다. 기타리스트 겸 보컬 에릭 클랩튼과 키보디스트 바비 휘틀록, 베이시스트 칼 레이들, 드러머 짐 고든을 주 멤버로 결성되었다.

## 음반 목록
- 《Layla and Other Assorted Love Songs》 (1970년)